# Hutier-Kaserne
Die Hutier-Kaserne ist eine ehemalige Kasernenanlage im Stadtteil Lamboy der Stadt Hanau.

## Geschichte
Die Hutier-Kaserne entstand in den Jahren 1911 bis 1913 als dritte Kasernenanlage in Lamboy nach der Francois- und der Hessen-Homburg-Kaserne. Im Gegensatz zu den vorher gebauten Kasernen entschied sich der Oberbürgermeister von Hanau, Eugen Gebeschus, den Bau der Kaserne nicht öffentlich auszuschreiben, sondern den Auftrag an Hanauer Unternehmen zu vergeben, um so Gewerbesteuereinnahmen zu erzielen. Durch die Verwendung von Beton anstelle von Sandstein als Baumaterial fiel die Anlage architektonisch schlichter aus als bei den zuvor gebauten Kasernen. Die Anlage bestand aus mehreren Gebäuden, die sich um einen in der Mitte angelegten Exerzierplatz gruppierten.
Nach der Fertigstellung zog das preußische Eisenbahnregiment 2 in die Kaserne ein. Nach dem Ersten Weltkrieg wurde das Regiment aufgelöst und die Gebäude von der preußischen Landespolizei belegt. 1937 zog die Wehrmacht in die Kaserne ein und stationierte dort das I. Bataillon des Infanterie-Regiments Nr. 88. Gleichzeitig erhielt die Kaserne ihren heutigen Namen, nach dem preußischen General Oskar von Hutier.
Während des Zweiten Weltkriegs wurde die Kaserne 1945 schwer beschädigt. Nach Kriegsende nutzte sie die Amerikanische Besatzungsmacht zusammen mit der Francois-Kaserne und der Hessen-Homburg-Kaserne zum Betrieb eines der größten hessischen Lager für Displaced Persons. 
Nach der Schließung des DP-Lagers zum 30. November 1950 übernahm die US-Armee die Kaserne und richtete sie bis 1953 für ihre Zwecke her. Das Gelände wurde beträchtlich erweitert. Dort waren u. a. Panzereinheiten stationiert. Die US-Armee nutzte die Kaserne bis 2007.

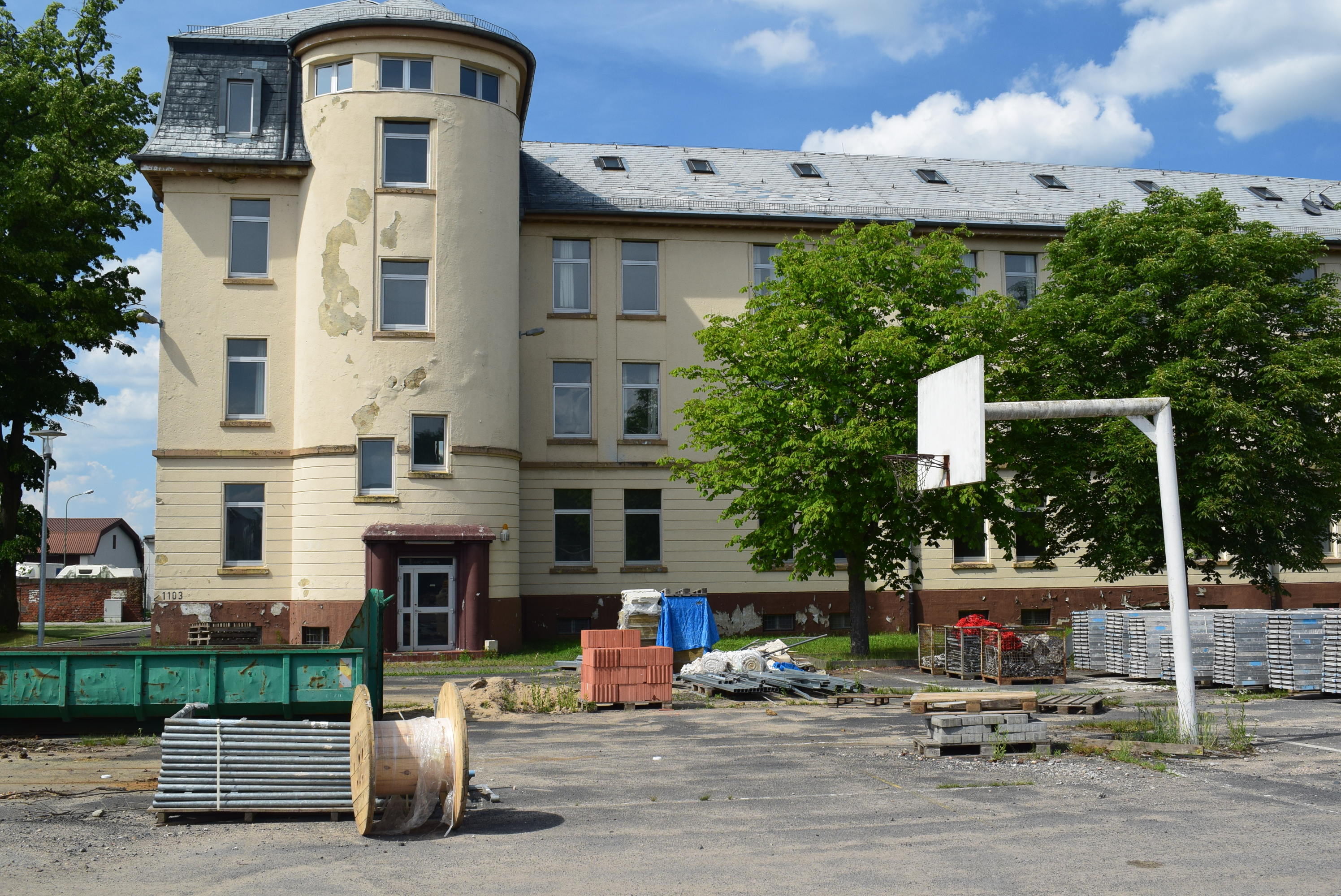
Ehemalige Hutier-Kaserne in Hanau-Lamboy

## Konversion
Nachdem die US-Armee 2007 aus der Kaserne abzog, entschied sich die Stadt Hanau, die Freiwillige Feuerwehr vom alten Standort westlich der Innenstadt in die ehemalige Panzerhalle zu verlegen. Ein Neubau beherbergt seitdem das Gefahrenabwehrzentrum Hanau. Das Gelände im Norden ist als Erweiterungsfläche für IKEA vorgesehen, während sich im Süden ein Autohaus und ein Gartenzentrum niederließen.
Die weitere Nutzung des Geländes scheiterte an mangelndem Interesse, sodass vor allem die historischen Gebäude lange leer standen und verfielen. Erst 2012 besserte sich die Situation und Unternehmen siedelten sich dort an. Der ehemalige Exerzierplatz erhielt den Namen Sophie-Scholl-Platz, was heftig kritisiert wurde, weil ihr Name für eine ehemalige Kaserne schlicht ungeeignet sei. Aufgrund der weiter eher verhaltenen Nachfrage ist nunmehr geplant, entgegen der ursprünglichen Planung auch Wohnungen in Hutier zu errichten.

## Denkmalschutz
Die Hutier-Kaserne ist ein Kulturdenkmal nach dem Hessischen Denkmalschutzgesetz.